# Kinh tế học công cộng
Kinh tế học công cộng là một chuyên ngành của kinh tế học chuyên nghiên cứu về các hoạt động kinh tế của khu vực công cộng (hay khu vực nhà nước) cả ở tầm quốc gia lẫn địa phương. Các hoạt động kinh tế chủ yếu của khu vực công cộng là đánh thuế và chi tiêu công.

## Mục tiêu của kinh tế học công cộng
Kinh tế học công cộng có ba mục tiêu:
- Tìm hiểu những hoạt động nào khu vực công cộng tham gia, và những hoạt động đó được tổ chức như thế nào.
- Tìm hiểu và dự đoán trước những hậu quả mà các hoạt động của chính phủ có thể gây ra.
- Đánh giá các phương án chính sách.

## Tài chính công và kinh tế học công cộng
Tài chính công là tên gọi của một chuyên ngành kinh tế học nghiên cứu về hoạt động kinh tế của khu vực công cộng. Tuy nhiên, chuyên ngành này tập trung vào nghiên cứu cách thức nhà nước thu thuế.
Từ thập niên 1960, vai trò của nhà nước ngày càng được nhấn mạnh. Các nhà kinh tế ngày càng quan tâm hơn tới việc làm thế nào để sự can thiệp của nhà nước vào nền kinh tế có hiệu quả và ít gây ra các hiệu ứng bóp méo nhất. Vì thế, lĩnh vực chi tiêu công cộng cũng như đánh giá các chính sách công cộng của nhà nước ngày càng được nhấn mạnh hơn. Tài chính công trở thành một bộ phận của chuyên ngành mới rộng lớn hơn, đó là kinh tế học công cộng.

## Kinh tế học công cộng và kinh tế học phúc lợi
Cả hai chuyên ngành kinh tế học này cùng nghiên cứu về phúc lợi (thể hiện qua hiệu quả kinh tế và công bằng trong phân phối thu nhập). Tuy nhiên, trong khi kinh tế học phúc lợi tập trung vào phúc lợi cá nhân, thì kinh tế học công cộng hướng nhiều hơn vào phúc lợi xã hội. Đôi khi, vì không muốn tách biệt phúc lợi cá nhân với phúc lợi xã hội, nên người ta có thể gộp kinh tế học phúc lợi vào thành một bộ phận của kinh tế học công cộng.
Cả hai chuyên ngành này đều sử dụng tích cực các công cụ kinh tế học vi mô.